# Étuz
Étuz é uma comuna francesa na região administrativa da Borgonha-Franco-Condado, no departamento do Alto Sona. Estende-se por uma área de 5.30 km². Em 2010 a comuna tinha 686 habitantes (densidade: 129,4 hab./km²).